# Piotr Swiatopołk-Mirski
Piotr Dmitrijewicz Swiatopołk-Mirski (ur. 18 sierpnia?/30 sierpnia 1857 we Władykaukazie, zm. 16 maja 3 maja?/16 maja 1914 w Petersburgu) – rosyjski polityk, arystokrata, minister spraw wewnętrznych Imperium Rosyjskiego w latach 1904–1905.

## Życiorys
Pochodził z rodziny arystokratycznej o polskich korzeniach, chociaż następnie całkowicie zrusyfikowanej. Ukończył Korpus kadetów i Akademię Sztabu Generalnego. Walczył w wojnie rosyjsko-tureckiej lat 1877–1878. W 1895 został gubernatorem penzeńskim, następnie w 1897 – gubernatorem jekaterynosławskim. W 1900 mianowany zastępcą ministra spraw wewnętrznych Dmitrija Sipiagina i komendantem korpusu żandarmów, po roku otrzymał stopień generała lejtnanta. W sierpniu 1902 uczestniczył w rozwiązywaniu konfliktu rządu ze zbuntowanymi rosyjskimi studentami, sprawdzając zachowanie na zesłaniu studentów ukaranych zsyłką do Azji Środkowej. Rozmawiał z 59 studentami i z powodzeniem apelował następnie o złagodzenie nałożonych na nich kar. W latach 1902–1904 sprawował urząd gubernatora wileńskiego, kowieńskiego i grodzieńskiego. Popierał plany masowych wywózek Polaków z Litwy do Azji, chociaż deklarował się jako przyjaciel ludności polskiej. Dopuścił natomiast zapisywanie języka litewskiego za pomocą znaków języka polskiego w miejsce obowiązkowo wprowadzonej po powstaniu styczniowym cyrylicy.
W sierpniu 1904, po zabójstwie Wiaczesława Plehwego, objął po nim urząd ministra spraw wewnętrznych Imperium Rosyjskiego. Pragnąc ratować zagrożone samodzierżawie, zmienił ogólny kurs polityki – ograniczył cenzurę, pozwolił na organizację zjazdów ziemskich, ogłosił częściową amnestię, zmniejszył liczbę aresztowań z powodów politycznych. W odróżnieniu od większości urzędników carskich, według określenia Riasanovsky'ego

otwarcie mówił o znalezieniu sposobu na to, by rozległ się wreszcie „głos społeczeństwa”

Deklarował poparcie dla wolności obywatelskich i postępu; w związku z tym okres sprawowania przez niego urzędu ministra spraw wewnętrznych określano jako epokę „wiosny” i „zaufania”, tym drugim pojęciem posługiwał się zresztą sam Swiatopołk-Mirski. Dążył do pozyskania poparcia kręgów liberalnych. Jego główny projekt reformy, zakładający dopuszczenie przedstawicieli ziemstw i rad miejskich do Rady Państwa, został jednak odrzucony przez cara Mikołaja II. Efektem polityki Swiatopołka-Mirskiego było wzmożenie się społecznych żądań gruntownych reform ustrojowych w Rosji. W ostatnich miesiącach 1904 liberałowie, wzorując się na działaniach opozycji francuskiej okresu monarchii lipcowej, rozpoczęli kampanię publicznych bankietów, w czasie których głosili hasła demokratyzacji systemu politycznego państwa. Podobne postulaty wysunął również w listopadzie 1904 kongres ziemstw oraz szereg nowo powstałych organizacji społecznych i zawodowych.
Został zdymisjonowany przez cara 18 stycznia?/31 stycznia 1905, kilka dni po siłowym rozpędzeniu robotniczej demonstracji w Petersburgu (tzw. krwawa niedziela). Chociaż o pacyfikacji pokojowej demonstracji zdecydowała cała rada ministrów za przyzwoleniem Mikołaja II oraz władze miejskie Petersburga, car uznał, że minister spraw wewnętrznych stracił kontrolę nad wydarzeniami rewolucyjnymi w Rosji. W późniejszej polityce rosyjskiej Swiatopołk-Mirski nie odgrywał już żadnej roli.